# Victory (DJ Khaled)
Victory è il quarto album discografico in studio del rapper statunitense DJ Khaled, pubblicato nel 2010.

## Tracce
1. Intro (featuring Diddy & Busta Rhymes) – 2:34
2. All I Do Is Win (featuring T-Pain, Ludacris, Rick Ross & Snoop Dogg) – 3:49
3. Put Your Hands Up (featuring Young Jeezy, Plies, Rick Ross & Schife) – 5:12
4. Fed Up (featuring Usher, Young Jeezy, Rick Ross, Drake & Lil Wayne) – 4:11
5. Victory (featuring Nas & John Legend) – 3:13
6. Ball (featuring Jim Jones & Schife) – 3:48 – Schife & OhZee
7. Rockin' All My Chains On (featuring Bun B, Birdman & Soulja Boy) – 3:40
8. Killing Me (featuring Buju Banton, Busta Rhymes & Bounty Killer) – 3:44
9. Bringing Real Rap Back (featuring Rum) – 4:03
10. Bring the Money Out (featuring Nelly, Lil Boosie, Ace Hood & Schife) – 3:20
11. On My Way (featuring Kevin Cossom, Bali, Ace Hood, BallGreezy, Ice Berg, Desloc, Gunplay, Rum & Young Cash) – 5:50
12. Rep My City (featuring Pitbull & Jarvis) – 3:38

## Classifiche
| Classifica (2010)           | Posizione raggiunta |
| --------------------------- | ------------------- |
| Stati Uniti (Billboard 200) | 14                  |